# Семибалки
Семибалки — село в Азовском районе Ростовской области.
Административный центр Семибалковского сельского поселения.

## География
Расположено в 35 км (по дорогам) юго-западнее районного центра — города Азова.
Село находится на берегу Таганрогского залива.

### Улицы
| - пер. Бебеля, - пер. Безымянный, - пер. Береговой, - пер. Дзержинского, - пер. Донской, - пер. К. Либкнехта, - пер. К. Маркса, - пер. Калинина, - пер. Красноармейский, | - пер. Кубанский, - пер. Молодёжный, - ул. Приморская, - пер. Спортивный, - пер. Толстого, - пер. Ф. Энгельса, - пер. Чехова, - пер. Шмидта, | - ул. Ленина, - ул. Луначарского, - ул. Петровская, - ул. Ровная, - ул. Садовая, - ул. Студенческая, - ул. Школьная. |

## История
Село Семибалки возникло в конце XVII века на берегу Таганрогского залива, на бывших частных владениях Маргарита Блазо (пустошь Черкасская).
Селение образовалось на месте рыбоспетного завода, известного здесь с конца XVIII века. В начале XIX века земля от наследников Блазо перешла к Шабельским. Село активно заселялось в 1830—1840 годы выходцами из Харьковской, Курской, Орловской и Сормовской губерний.
С 1861 года оно становится центром Семибалковской волости, в которую входили селения Павлово-Очаковка с хутором Страшной и Стефанидино-Дар с поселком Лизетино. Деревянная церковь Николая Чудотворца была построена в 1880-х годах, при содействии гвардии полковника, дворянина Николая Катоновича Шабельского.
"1873 года июня 20 дня, Я нижеподписавшийся помещик Екатеринославской губернии, Ростовского уезда, гвардии полковник Николай Катонович Шабельский, даю следующее обещание: Так как крестьяне в одном из моих имений деревни Семибалки, изъявили желание построить на свой счет церковь то Я, Шабельский сочувствуя сему благому делу. Жертвую на вечное время в пользу церкви и для обеспечения причта 33 десятины полевой, удобной земли на выгоне моем, на против аллеи и сада для постройки церкви и ограды. И затем Я больше не принимаю на себя ни какого обязательства и участия в расходах по постройке церкви".
Первая школа была открыта мировым посредником П. М. Хоментовским в 1861 году, в которой уже в следующем году обучалось 15 мальчиков. В 1893—1897 годах попечителем одноклассного училища являлся П. К. Боронос, законоучителем — священник В. Мантухов, учителем — И. А. Сысоев, а с 1896 года — П. Т. Хоритонова.
Привлекает внимание «Приговор сельского схода с. Семибалки с ходатайством об открытии начальной школы за счет казны» от 29 января 1900 года, в котором отмечается:

«…что в нашем с. Семибалках в данное время числится детей школьного возраста мужского 99 и женского 97, а всего 196, то хотя в нашем селении в данное время и есть одно народное земское училище, то для помещения означенного количества детей оно далеко не соответствует, ибо в народном земском училище вмещается только 50 мальчиков, а остальные 146 детей школьного возраста лишаются желаемого таланта по образованию, хотя бы и малейшего, а потому в нашем с. Семибалках давно ощущается необходимость в открытии не одной, а даже двух школ, судя по числу детей школьного возраста».

Решение сельского схода позволило уже в этом же году открыть второе учебное заведение — церковно-приходскую школу.

### Великая Отечественная война
В годы войны, на территории Семибалок шли боевые действия, село вошло в зону немецкой оккупации в 1943-м году. Жители села участвовали в партизанском движении — здесь действовала целая боевая группа партизан, состоящая из пятнадцати человек.
В селе Семибалки в 1960 году (по данным военкомата города Азова) был установлен памятник, на месте братской могилы, где были захоронены семь воинов Красной Армии, погибших в боях с немецко-фашистскими захватчиками. Известно только шесть фамилий:
1. Сержант — Воскович Г. Е.
2. Рядовой — Гусейнов М. М. (захоронен 05.06.1943)
3. Рядовой — Габиев М. Д.
4. Рядовой — Касанов М. У.
5. Летчик — Соколов М. Я. (захоронен 05.06.1943)
6. Летчик — Шаталов В. И. (захоронен 07.12.1941)
7. Лейтенант — Захаров Михаил Васильевич (захоронен 07.12.1941)

Памятник представляет собой солдата одетого в плащ-палатку и держащего в руках венок. Автор неизвестен, но судя по всему можно предполагать, что сооружен он по проекту Е. В. Вучетича «Памятник воинам Советской армии павшим в боях с фашизмом».
Перезахоронение производилось в 1963 году. Плита с надписями была установлена к сорокалетию ВОВ. Плиты вмонтированы с 3-х сторон, на которых начертаны имена односельчан, погибших и не вернувшихся с войны 1941 по 1945 годы. По свидетельству жителей села приезжали летчики 247-го истребительного авиаполка, который базировался в 1942 году в районе с Кулешовки.
Впереди у памятника надпись: «Здесь похоронены воины, защищавшие наше село».

## Население
| 1989 | 2002  | 2010  |
| ---- | ----- | ----- |
| 1571 | ↗1778 | ↘1707 |

### Известные люди
- В селе родился Романов, Яков Александрович — Герой Советского Союза.
- В селе родился Новиков Спиридон Данилович- Герой Советского Союза
- В селе до самой смерти проживал участник Парада Победы 1945 года — Глушенко (Глущенко) Виктор Федотович — участник освобождения Варшавы и Будапешта, взятия Берлина. Кавалер ордена Красной Звезды и орденов Отечественной Войны обеих степеней.

## Достопримечательности
- Усадьба Шабельских.
- Церковь Николая Чудотворца

### Палеонтологические
У села Семибалки на берегу Таганрогского залива Азовского моря находится палеонтологическое местонахождение эпохи плейстоцена. Концом эоплейстоцена датируется редкое совместное нахождение крупных (бобра-трогонтерия, таманского слона, крупной лошади, эласмотерия, гомотерия, гиены, крупного лося, сложнорогого оленя, антилопы, короткорогого зубра) и мелких млекопитающих. Находки отнесены к морозовскому горизонту, черевичанской фазе и верхнечеревичанской ассоциации (таманский фаунистический комплекс).
Фауна V террасы разреза Семибалки 2, включающая грызунов Lagurus transiens, Microtus gregaloides, Microtus ex gr. arvalis, Eolagurus sp., Ellobius (Ellobius) sp., Spermophilus sp., датируется второй половиной тираспольского комплекса. Фауна IV террасы разреза Семибалки 1, включащая полёвок пеструшек Eolagurus sp., Lagurus ex gr. transiens lagurus, грызунов Microtus cf. arvalidens, сусликов Spermophilus sp., датируется мучкапским межледниковьем (нижний неоплейстоцен). Геологический возраст находок предполагает возможность обнаружения здесь следов жизнедеятельности древнейшего человека, чьё существование могли поддерживать стадные травоядные обитатели степной зоны в начале четвертичного периода. Находки из Семибалки хранятся в Азовском музее-заповеднике.